# لويز هنتر
لويز هنتر (بالإنجليزية: Louise Hunter)‏ هي مغنية أوبرا ومغنية وممثلة أمريكية، ولدت في 1891، وتوفيت في 13 سبتمبر 1981.